# Gerincvelői idegek és idegfonatok
A gerincvelői idegek és az agyidegek vezetik a központi idegrendszerhez az érző, a központi idegrendszertől pedig a mozgató parancsokat. Itt a gerincvelői idegek, és fonataik kerülnek ismertetésre.

## Gerincvelői idegek és idegfonatok

Gerincvelői ideg

31 pár gerincvelői ideg (nervus spinalis) van, amelyek a gerincvelőből kilépve a csigolyaközti lyukakon (foramen intervertebrale) keresztül lépnek ki a gerinccsatornából. Minden gerincvelői ideg két gyökérrel kapcsolódik a gerincvelőhöz: az elülső, mozgató gyökérrel (radix anterior seu motoria) és a hátsó, érző gyökérrel (radix posterior seu sensoria). Az elülső gyökér olyan idegrostok kötegeiből áll, amelyek az idegi ingerületet a központi idegrendszertől el, a perifériás végrehajtó szervek (izmok, mirigyek) felé vezetik (efferens rostok); a hátsó gyökér olyan idegrostok kötegeit tartalmazza, amelyek az idegi ingerületeket a központi idegrendszer felé vezetik (afferens rostok). Mivel az afferens idegrostok a központi idegrendszer felé továbbítanak információkat, ezek érző rostok. Az érző idegrostok sejttestei a hátsó gyökéren orsószerű megvastagodást képező hátsó gyöki idegdúcokban (ganglion sensorium nervi spinalis) találhatók. A gerincvelői idegek két gyökerének rostjai a csigolyaközti lyukakban keverednek, így kilépés után mozgató és érző rostokat is tartalmaznak. Kilépés után elülső és hátsó ágakra (ramus anterior és posterior; egyaránt kevert működésűek) oszlanak. A hátsó ágak végig megmaradnak szelvényezettnek, azaz mind a mély hátizmokat mozgatóan, mind a bőrt érzően szelvényezetten idegzik be. Az elülső ágak viselkedése ettől eltérő. Csak ott maradnak meg szelvényezetten, ahol ezt az anatómiai viszonyok kikényszerítik. Ilyenek a bordák, és az általuk határolt bordaközök. Az itt futó bordaközi idegek (nervus intercostalis) a bordaközt határoló felső borda alsó szélén lévő barázdában találhatók (a bordaközi erekkel együtt), és mozgatóan beidegzik a bordaközi izmokat, érzően pedig a bordaköz fölötti bőr azzal párhuzamos sávját (dermatoma). A szomszédos idegek bőrbeidegzési területei között jelentős átfedések vannak. A szelvényezett beidegzés a has területén is mind mozgató, mind érző beidegzést tekintve jól érvényesül. A szelvényezett beidegzés tulajdonképpen ott is megvan, ahol az elülső ágak fonatokat képeznek (nyak, végtagok), de a fonatképződéssel járó rostátrendeződés miatt csak nehezen mutatható ki. A többi területen az elülső ágak fonatokat (plexus) képeznek.

## Gerincvelői fonatok(plexusok)

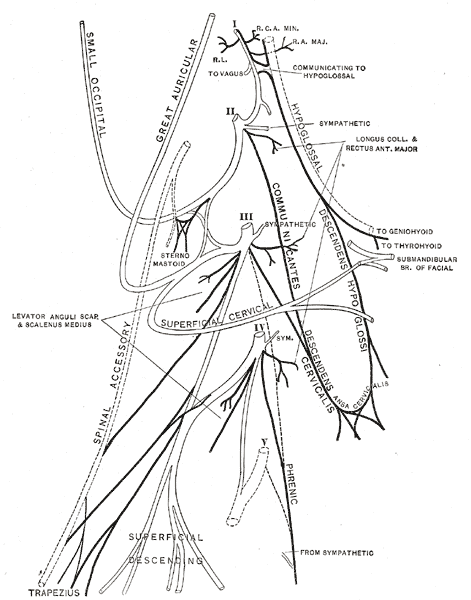
A nyaki fonat (plexus cervicalis)

### A nyaki fonat(plexus cervicalis)
A nyaki fonatot (plexus cervicalis) a felső négy nyaki szelvény elülső ágai képezik. A nyaki fonat ágai a mély nyaki izmok között találhatók, majd felszínes ágai a fejbiccentő izom hátsó szélénél lépnek elő. Mély ágai mozgatók, és a mély nyakizmokat idegzik be. Felületes ágai érzők, a nyak bőrének elülső és oldalsó területeit látják el, de részben ráterjednek a válltájékra és a kulcscsont alatti bőrterületre is.

### A karfonat(plexus brachialis)

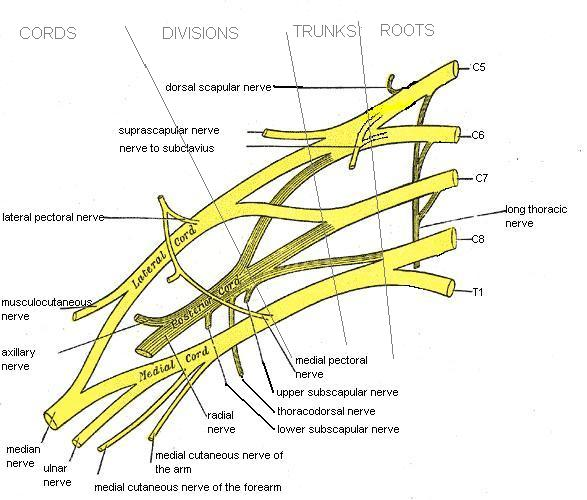
A karfonat (plexus brachialis)

A karfonat négy alsó nyaki és az első mellkasi ideg elülső ágaiból alakul ki. Az összekapcsolódó ágak először három (felső, középső és alsó) törzset (truncus) képeznek. A felső törzset az ötödik és hatodik nyaki, a középsőt a hetedik nyaki, az alsót a nyolcadik és az első mellkasi idegek alkotják. A törzsek a scalenus nyíláson, a kulcscsont alatti verőér felett lépnek ki. A törzsek lefelé, a hónaljárok irányába hajlanak. A kulcscsont alatt a hónaljárokban átrendeződve kötegeket (fasciculus) képeznek. A kötegek a hónalji verőér körül helyezkednek el, és az ehhez viszonyított helyzetük alapján különböztetnek meg belső (medialis), külső (lateralis) és hátsó (posterior) köteget. A karfonat ágai mozgató és érző beidegzési területekkel bírnak. Vállövi ágai néhány lapocka körüli izom beidegzése mellett olyan nagy izmokat is ellátnak, mint az elülső fűrészizom, a széles hátizom és a nagy és kis mellizmok. A fasciculusok ágai a szabad felső végtagot érzően és mozgatóan beidegző idegek. Ezek fontosabb ágai (a bőrágak mellőzésével): A fasciculus medialis ága a nervus ulnaris, valamint a fasciculus lateralissal közös ága a nervus medianus. A fasciculus lateralis ága a nevus musculocutaneus, a fasciculus posterior ága a nervus axillaris és a nervus radialis. Fő mozgató beidegzési területeik (a pontos részletek mellőzésével): (n. ulnaris) – a kéz kisujji és tenyéri izompárnájának izmai; (n. medianus) – az alkar hajlító izmai, a kéz hüvelykujji izompárnájának izmai; (n. musculocutaneus) – a felkar hajlítói; (n. axillaris) – a nagy görgeteg és a deltaizom; (n. radialis) – a fel- és alkar valamennyi feszítő izma.

### Az ágyékfonat(plexus lumbalis)

Ágyékfonat

Az ágyékfonat (plexus lumbalis) a felső három ágyéki ideg elülső ágaiból, valamint az ezekhez felülről és alulról csatlakozó tizenkettedik mellkasi és negyedik ágyéki idegek feléből jön létre. A fonat maga a (nagy horpaszizom eredésének két), elülső és hátsó, (részlete között) helyezkedik el. A fonatból eredő idegek többsége az izom oldalsó szélénél lép elő. Két ág kilépése tér el ettől: a (n. genitofemoralis) átfúrja az izmot, a (n. obtoratorius) pedig az izom medialis oldalán lép ki. (Ágai szintén érzőek és mozgatóak, de a bőrbeidegzést mellőzve itt is csak a fontosabb izomcsoportokat beidegző ágai kerülnek említésre.) A (nervus genitofemoralis) egyik része a cremaster izmot idegzi be. A legnagyobb ága a nervus femoralis mintegy ceruzavastagságú nagy ideg, amely a lágyékszalag alatti nyíláson, a combverőér lateralis oldalán lép ki a comb elülső felszínére, és azonnal seprűszerűen elágazódik, beidegzi a négyfejű combizmot és a szabóizmot (a comb- és főleg a térdízület feszítői). A nervus obturatorius a hasonló nevű csatornán lép ki a comb közelítő izmai közé, amelyeket beidegez.

Keresztcsonti fonat és szemérem-végbél fonat

### A keresztcsonti fonat(plexus sacralis)
A keresztcsonti fonat (plexus sacralis) két részből áll a felső ülőfonatból (plexus ischiadicus), és az alsó szemérem-végbél fonatból (plexus pudendohemorrhoidalis). Az ülőfonat (plexus ischiadicus) az utolsó ágyéki ideg és a felső két keresztcsonti ideg elülső ágaiból alakul ki, amelyekhez azonban csatlakozik a negyedik ágyéki és harmadik keresztcsonti ideg elülső ágának alsó ill. felső fele is. A fonat a kismedencében a körteképű izom (musculus piriformis) elülső felszínén helyezkedik el, és erősen összenőtt a kismedence kötőszövetes rendszerével. Rövid ágai beidegzik a kisebb csípőizmokat. A (nervus gluteus superior) a fonat felső részéből ered, a körteképű izom fölötti nyíláson lép ki, és beidegzi a kis- és közepes farizmot. A (nervus gluteus inferior) a körteképű izom alatti nyíláson lép ki, és beidegzi a nagy farizmot. Az ülőideg (nervus ischiadicus) kisujjnyi szélességű kissé ellapított köteg, testünk legnagyobb idege. Kilépése után a comb hátsó oldalán függőlegesen fut le a térdhajlati árok felső széléig, részben a kétfejű combizom hosszú feje hátulról keresztezve takarja. Beidegzi a comb (térdízületet) hajlító izmait. A térdhajlati árok felső szögleténél két ágra oszlik. Ezek közül a nagyobb (nervus tibialis) egyenes folytatása a fő törzsnek, míg a kisebb (nervus peroneus communis) oldalirányba kitér. A nervus tibialis egyenesen lefelé haladva belép a lábszár hajlítóizmainak felületes és mély rétege közé. Beidegzi a lábszár hajlító izmait. A medialis bokát megkerülve lép át a talp területére, ahol medialis és lateralis talpi ágra oszlik. A két ág idegzi be a talp izmait. A (nervus peroneus communis) megkerüli a szárkapocs nyakát, eközben két ágra oszlik. Felületes ága a szárkapcsi izmokat, mély ága a lábszár feszítő izmait idegzi be.

### A szemérem-végbél fonat
A szemérem-végbél fonat (plexus pudendohemorrhoidalis) a harmadik és negyedik keresztcsonti ideg, és az egy farkcsonti ideg elülső ágaiból alakul ki, de kisebb ágakkal az első két keresztcsonti ideg is hozzájárul A farokizmokon fekszik. Beidegzi a farokizmokat, a végbélemelő és a külső végbélzáró izmot és a felületes gátizmokat. Érzően a farkcsont körüli bőrt.

## Galéria

Gerincvelői ideg
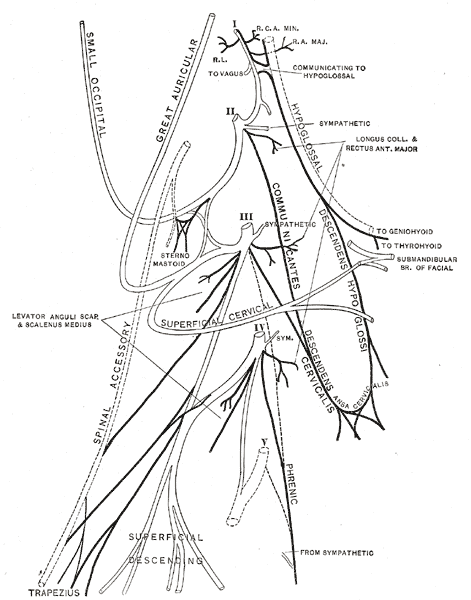
A nyaki fonat
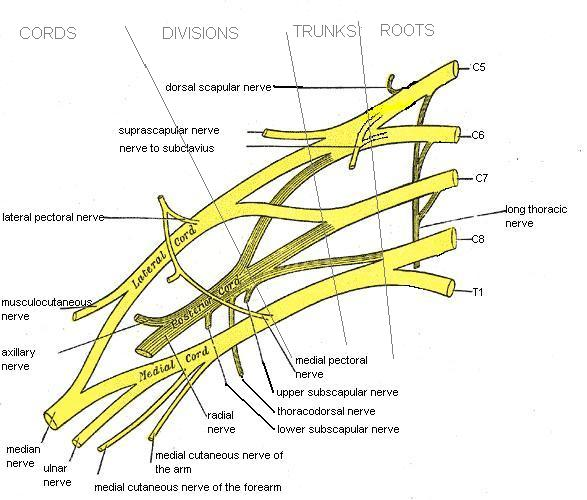
A karfonat
Ágyékfonat
A plexus sacralis és pudendohemorrhoidalis.